# Masterbulk
Masterbulk Pte. Ltd. ist eine singapurische Reederei.

## Einzelheiten
Das Unternehmen Masterbulk mit Sitz in Singapur wurde 1995 als hundertprozentige Tochtergesellschaft von der norwegischen Reederei Westfal-Larsen gegründet, um deren Flotte von offenen Mehrzweck-Schüttgutfrachtern zu bereedern. Bis zum Jahr 1995 wurden diese Schiffe von Star Shipping, die bis dahin jeweils zu 50 % zu Westfalen-Larsen und Grieg Shipping gehörten, vermarktet. Nach einer teilweisen Trennung 1995 ist Star Shipping ein Tochterunternehmen der norwegischen Reederei Grieg Shipping und Masterbulk.
Masterbulk besitzt heute eine Flotte von 23 offenen Mehrzweck-Schüttgutfrachtern, die vorwiegend mit dem Transport der Ladungsarten Forstprodukte, Zellulose, Papier, Massenstückgütern, Containern und Projektladungen beschäftigt sind.

## Flotte (Auswahl)
| Masterbulk Schiffsklassen                                                               | Masterbulk Schiffsklassen | Masterbulk Schiffsklassen                                                             | Masterbulk Schiffsklassen | Masterbulk Schiffsklassen    | Masterbulk Schiffsklassen |
| Bezeichnung                                                                             | Schiffsart                | Bauwerft                                                                              | Bauzeit                   | Anzahl-Masterbulk Gesamtzahl | Tragfähigkeit             |
| --------------------------------------------------------------------------------------- | ------------------------- | ------------------------------------------------------------------------------------- | ------------------------- | ---------------------------- | ------------------------- |
| Star A-Klasse                                                                           | Open Hatch                | Sanoyas Mizushima Works & Shipyard, Kurashiki Shin Kurushima Onishi Shipyard, Imabari | 1985/86                   | 2/5                          | 30.168 tdw                |
| Star G-Klasse                                                                           | Open Hatch                | -                                                                                     | 1986                      | 2/4                          | 43.712 tdw                |
| Star H-Klasse                                                                           | Open Hatch                | -                                                                                     | 1994                      | 4/8                          | 46.580 tdw                |
| Star I-Klasse                                                                           | Open Hatch                | Stocznia Szczecinska, Stettin                                                         | 1999                      | 4/7                          | 46.547 tdw                |
| Star M-Klasse                                                                           | Open Hatch                | Namura Shipbuilding                                                                   | 1986                      | 2/3                          | 50.827 tdw                |
| Star O-Klasse                                                                           | Open Hatch                | Oshima Shipbuilding, Saikai                                                           | 2003/04                   | 4/4                          | 50.470 tdw                |
| Star P-Klasse                                                                           | Open Hatch                | Oshima Shipbuilding, Saikai                                                           | 2007/10                   | 4/4                          | 54.694 tdw                |
| Star S-Klasse                                                                           | Open Hatch                | Imabari Shipbuilding                                                                  | 1991                      | 1/1                          | 17.012 tdw                |
| Daten: Equasis, grosstonnage und Angaben der betreffenden Klassifikationsgesellschaften |                           |                                                                                       |                           |                              |                           |